# Teresa Orjales Vidal
Teresa Orjales Vidal (La Coruña, 16 de marzo de 1964) es una diplomática y abogada española. Es la embajadora de España en Mozambique (desde 2023) con concurrencia con Eswatini.

## Biografía
Nacida en la ciudad gallega de La Coruña el 16 de marzo de 1964. Tras licenciarse en Derecho en 1991, ingresó en la carrera diplomática.
Como diplomática, sus primeros destinos fueron en las representaciones españolas en Finlandia, Turquía y ante la Organización del Tratado del Atlántico Norte (OTAN) situada en Bruselas (Bélgica).
Luego durante estos años ha sido jefa de servicio, jefa de área y subdirectora de Comunicación Exterior en la Oficina de Información Diplomática; vocal asesora en el Gabinete de la ministra y del Ministerio de Asuntos Exteriores y de Cooperación; en 2011 pasó a ser directora del gabinete de la Presidencia del Congreso de los Diputados, hasta que posteriormente ejerció de vocal asesora en la Dirección General de Asuntos Europeos y Cooperación con el Estado.
Posteriormente fue nombrada embajadora de España en Estonia (2017-2021), embajadora de España en Misión Especial para Cumbres y Foros Bilaterales Europeos (2021-2023).